# Генрик Гіполіт Родаковський
Ге́нрик Гіпо́літ Родако́вський (пол. Henryk Hipolit Rodakowski; нар.9 липня 1823, Львів — пом.28 грудня 1894, Краків) — польський художник-портретист.

## Життєпис
Походив з сім'ї юристів. Навчався на юрфаці Віденського університету, паралельно у 1841-45 роках вивчав живопис у майстерні Йозефа Дангаузера. У 1846 р. поїхав до Парижу, де навчався під керівництвом Леона Коньє. У 1866 оці. Генрік став членом Польського історико-літературного товариства у Парижі.
Написаний ним портрет генерала Генріка Дембінського було нагороджено золотою медаллю І класу на Салоні 1852 року. Ежен Делакруа цінував роботи Родаковського. Окрім портретів він малював історичні та анімалістичні картини, поєднуючи в творчості елементи романтизму та класицизму. За «Портрет матері» одержав медаль ІІІ класу на Світовій виставці у Парижі у 1855 році.
У 1861 році одружився з Камілою Зальцгебер Блюгдорн, своїм давнім коханням. Мав двох дітей.
У 1867 році художник повернувся до Галичини і оселився у Палагичах, потім жив у Бортниках (зараз Жидачівський район Львівської області), Відні, Кракові. У 1893 р. обраний головою краківського Товариства любителів образотворчого мистецтва та головою Комітету Національного Музею. 24 грудня 1894 року призначений директором краківської Академії мистецтв, але несподівано помер через чотири дні. Похований на Раковіцькому цвинтарі у Кракові у родинній гробниці.
Нагороджений французьким Орденом Почесного легіону.

## Галерея

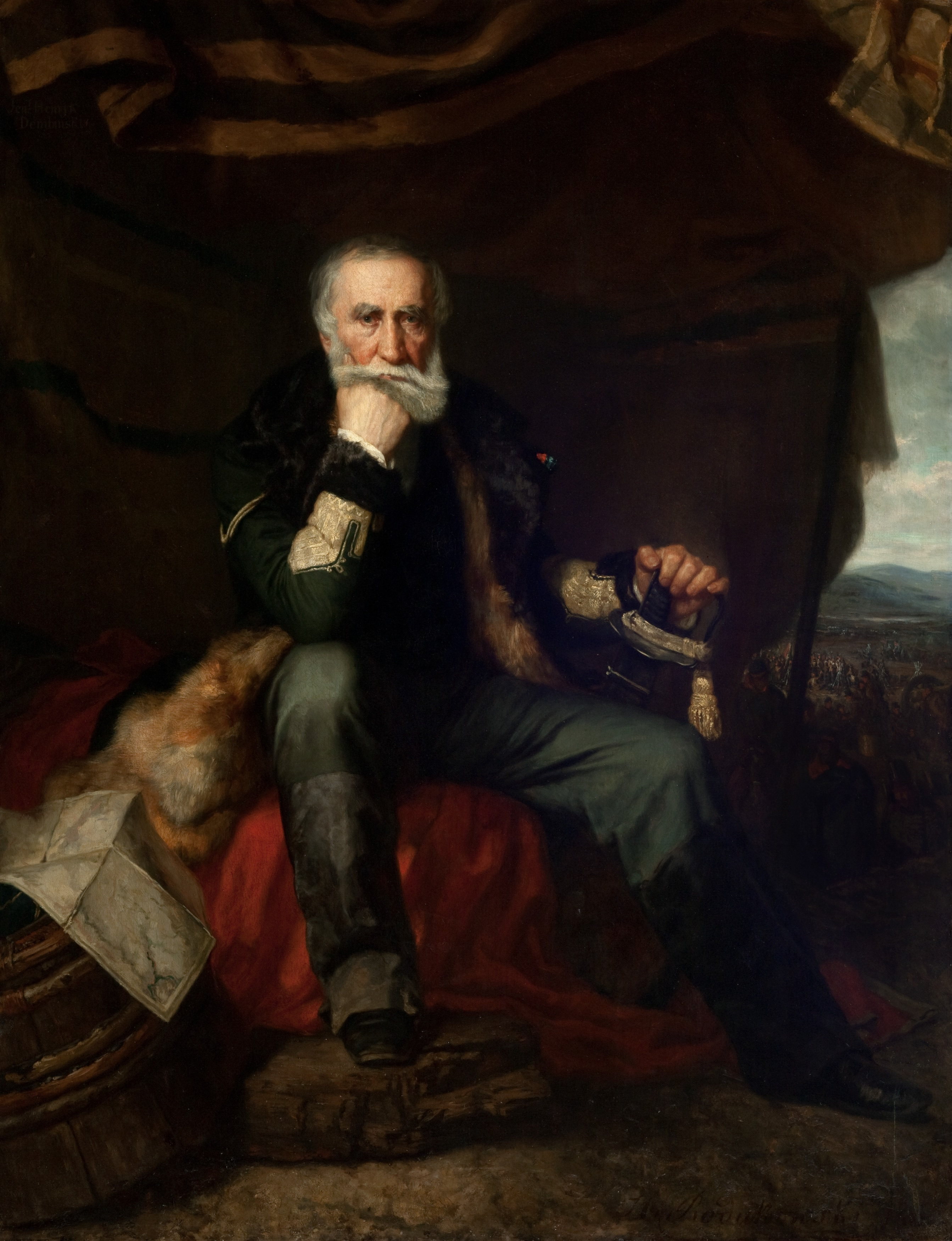
Портрет генерала Генріка Дембінського, 1852
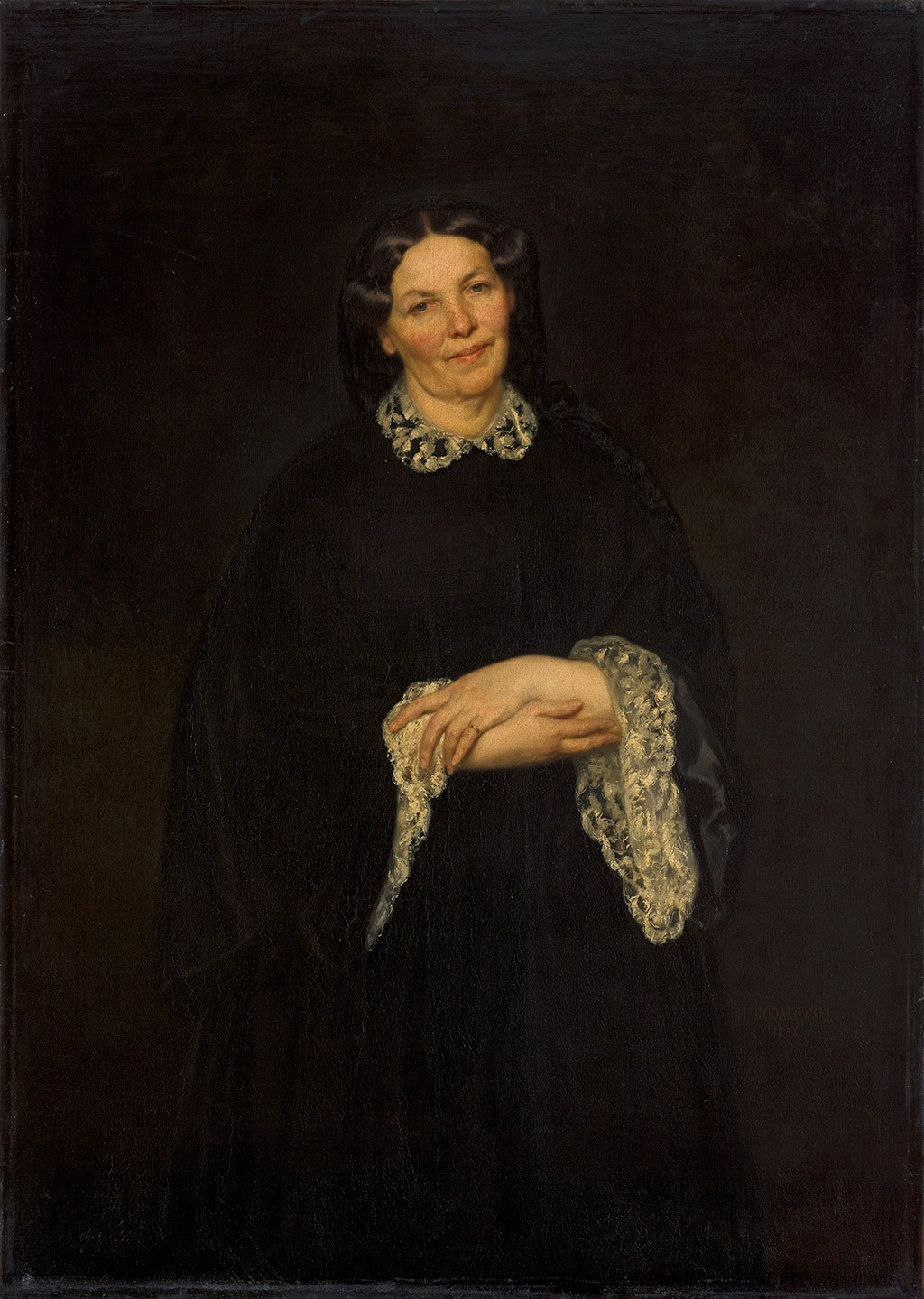
Портрет матері, 1853
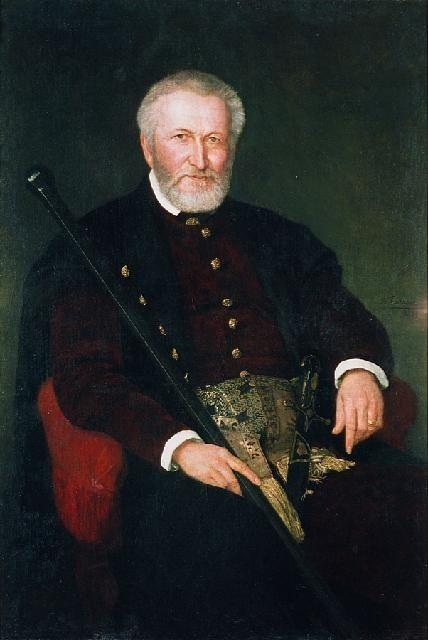
Портрет Леона Сапеги, 1878
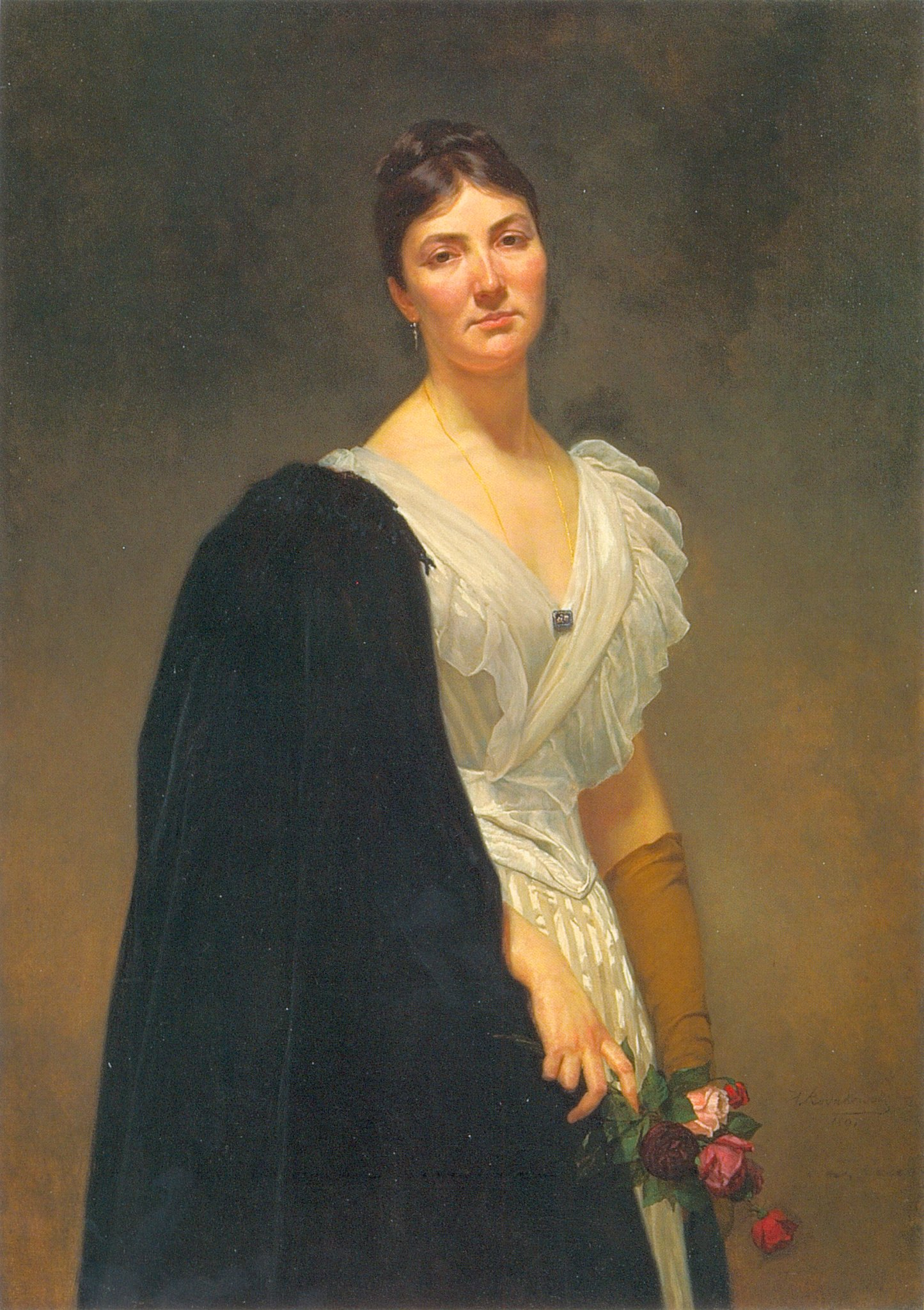
Портрет доньки, 1891

### Акварелі з Палагичів

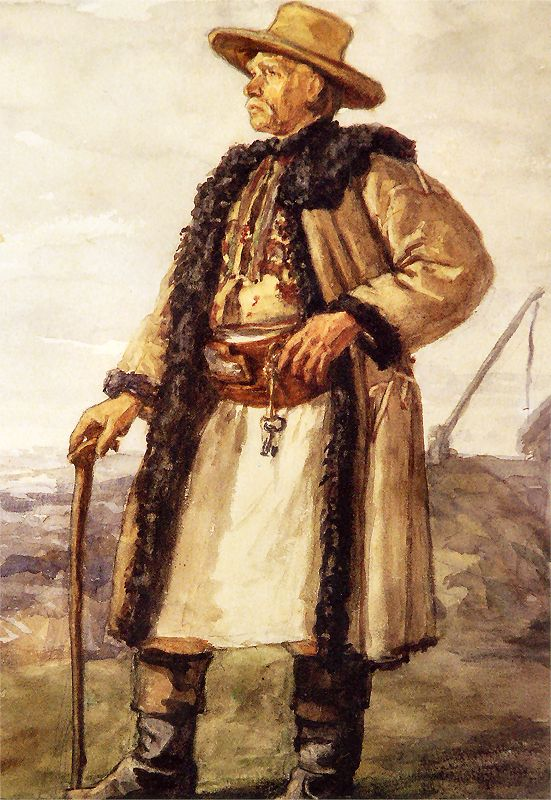
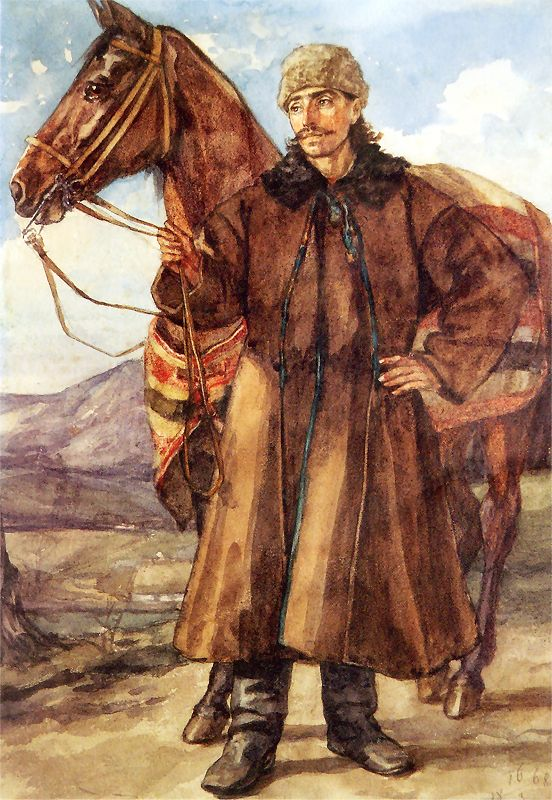
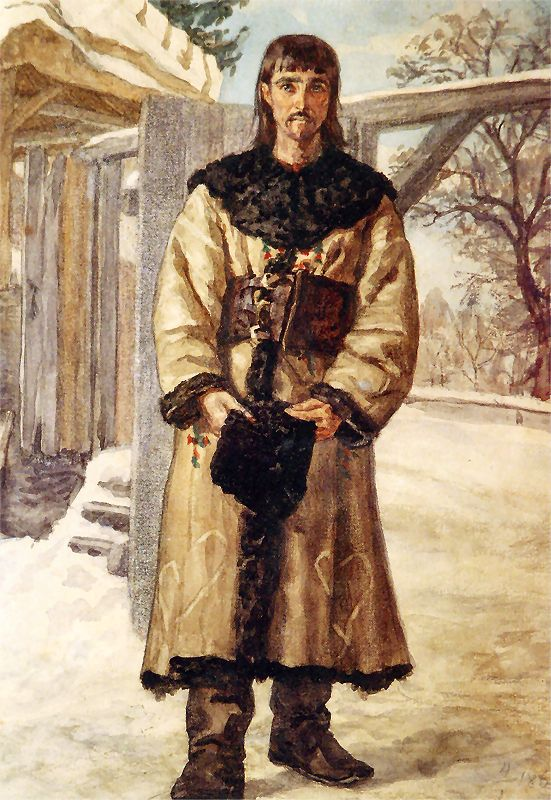
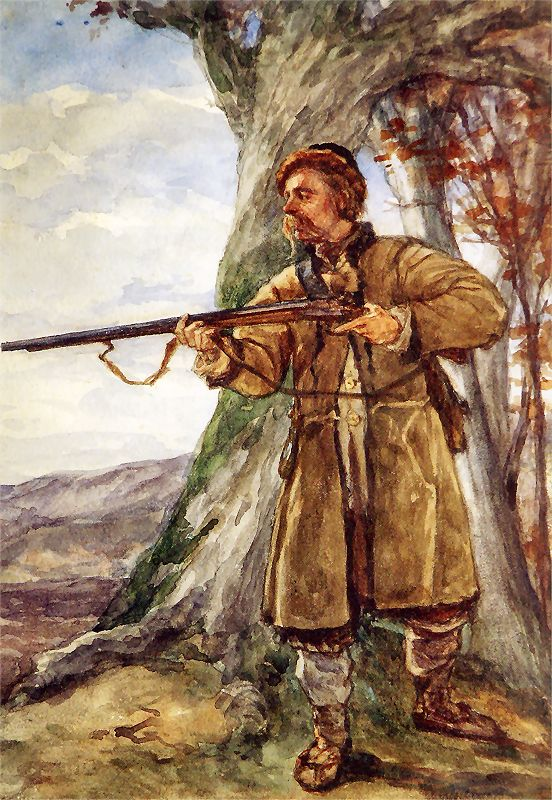